# Holy Orders
Holy Orders er en britisk stumfilm fra 1917 af A.E. Coleby.

## Medvirkende
- Malvina Longfellow som Jacynth
- Maud Yates som Jenny Kiernan
- Arthur Rooke som Reverend Richard Everton
- A.E. Coleby som Dan Kiernan
- Tammy White som Azalea Everton